# 古沢知之
古澤 知之（ふるさわ ともゆき、1964年1月18日 - ）は、日本の財務・金融官僚。

## 来歴
東京都出身。筑波大学附属駒場高等学校、東京大学法学部卒業。1986年4月 大蔵省入省。大臣官房文書課。1992年7月 関東信越国税局下館税務署長。 2000年7月 主計局総務課長補佐（企画）。2001年1月 財務省主計局総務課長補佐（企画）。2004年1月19日 大臣官房企画官。同年3月31日には東京大学公共政策大学院助教授。2013年6月 金融庁総務企画局政策課長。2015年7月 金融庁総務企画局審議官（監督局、官房担当）。2016年6月 金融庁総務企画局審議官（開示担当）。2018年7月 金融庁総合政策局審議官（開示担当）。2019年7月 金融庁証券取引等監視委員会事務局長。2020年7月20日 金融庁企画市場局長。2022年6月24日 辞職。公益監視委員会（PIOB）メンバー。

## 職歴
- 1986年4月：大蔵省入省。大臣官房文書課[2]
- 1991年7月：大臣官房調査企画課調査係長[5][6]
- 1992年7月：関東信越国税局下館税務署長[2]
- 1994年7月：主税局税制第三課長補佐（資産税）[1]
- 1996年7月：主税局総務課長補佐（歳入）[1]
- 1997年7月：主計局総務課長補佐（歳入・国債）
- 1998年7月：主計局主計官補佐（厚生第三係主査）
- 2000年7月：主計局総務課長補佐（企画）
- 2001年1月：財務省主計局総務課長補佐（企画）
- 2002年6月：大臣官房付（パリ・インスティチュート・カトリック）
- 2004年1月：大臣官房企画官
- 2004年3月：東京大学公共政策大学院助教授
- 2006年7月：金融庁総務企画局企画課研究開発室長､（併）金融庁総務企画局政策課金融企画管理官､（併）金融庁総務企画局政策課政策調整官､（併）金融庁総務企画局政策課情報公開・個人情報保護室長､（併）金融庁総務企画局政策課政策評価室長
- 2007年7月：金融庁総務企画局企画課研究開発室長､（併）金融庁総務企画局政策課金融企画管理官､（併）金融庁総務企画局政策課政策調整官､（併）金融庁総務企画局政策課情報公開・個人情報保護室長､（併）金融庁総務企画局政策課政策評価室長､（併）金融庁総務企画局政策課法務室長
- 2008年7月：大臣官房総合政策課政策調整室長､（併）財務総合政策研究所情報分析調整官
- 2009年7月：国際局為替市場課長
- 2010年7月：金融庁総務企画局企業開示課長
- 2011年8月：金融庁総務企画局市場課長
- 2013年6月：金融庁総務企画局政策課長
- 2015年7月：金融庁総務企画局審議官（監督局、官房担当）
- 2016年6月：金融庁総務企画局審議官（開示担当）
- 2018年7月：金融庁総合政策局審議官（開示担当）
- 2019年7月：金融庁証券取引等監視委員会事務局長
- 2020年7月：金融庁企画市場局長、財務省関税・外国為替等審議会幹事
- 2023年4月：同志社大学理工学部嘱託講師[7]

## 評価
同期で群を抜いた秀才として知られていた。主計局では予算編成全体を制御する企画の補佐だったが、上司との反りが合わず、金融庁に転じた。財務省幹部は「やる気を失っていた時期もあったが、金融理論を熱心に勉強して立ち直った」と舌を巻いていた。

## 大蔵（財務）省同期
- 茶谷栄治（主計局長、大臣官房長、大臣官房総括審議官）
- 大鹿行宏（国税庁長官、理財局長、財務総合政策研究所長、横浜税関長、主計局次長（次席））
- 田島淳志（内閣官房TPP等政府対策本部国内調整統括官兼内閣官房領土・主権対策企画調整室土地調査検討室長、関税局長兼税関研修所長、国税庁次長）
- 天谷知子（金融国際審議官、金融庁総合政策局国際総括官）
- 藤本拓資（大臣官房政策立案総括審議官、東海財務局長）
- 大西淳也（総務省大臣官房審議官（公営企業担当））
- 谷内繁（内閣官房孤独・孤立対策担当室長、内閣官房社会保障改革担当室長）
- 古谷雅彦（関東財務局長、大臣官房サイバーセキュリティ・情報化審議官、理財局次長、大臣官房審議官（理財局担当）、内閣府大臣官房審議官（沖縄政策及び沖縄振興局担当））
- 小原昇（大阪国税局長、名古屋国税局長、福岡国税局長、国土交通省大臣官房審議官（国土政策局担当）、国土交通省大臣官房審議官（官庁営繕部担当）、仙台国税局長、九州財務局長、関東財務局総務部長、近畿財務局総務部長）
- 金京拓司（神戸大学大学院経済学研究科教授）
- 中林伸一（東京大学公共政策大学院教授）